# Rekuperacja
Rekuperacja (z łac. recuperatio) – odzyskiwanie energii:

## Rekuperacja ciepła
Rekuperacja ciepła – odzyskiwanie energii termicznej gazów wylotowych (odpadkowych) i spalin, w celu dalszego jej wykorzystania. Proces ten prowadzony jest w różnego typu urządzeniach (czasami zwykłych wymiennikach ciepła) zwanych rekuperatorami (lub nagrzewnicami).
W przypadku pieca martenowskiego rekuperator ma postać komory z odpowiednio ukształtowanymi kanałami, gdzie gorące spaliny oddają ciepło gazowi opałowemu. W klasycznej konstrukcji spaliny z pieca oraz powietrze wlotowe przepływało przez kanały. Spaliny nagrzewały ścianki kanału. Po pewnym czasie przełączano bieg spalin i powietrza wlotowego, kanałami którymi dotychczas płynęły spaliny po przełączeniu płynie powietrze, a spaliny płynąc przez drugi kanał nagrzewają jego ścianki. Po nagrzaniu ścianek tam gdzie płyną spaliny znowu przełączano obieg spalin i powietrza. Dzięki temu możliwe było osiągnięcie wyższej temperatury w komorze roboczej.
W samochodach i innych pojazdach spalinowych ciepło spalin stosuje się często do ogrzewania powietrza koniecznego w procesie spalania paliwa w silniku.
W układach wentylacji mechanicznej lub klimatyzacji w nowoczesnych budynkach, w tym także w domach jednorodzinnych, stosuje się rekuperację ciepła w celu zmniejszenia zużycia energii oraz dobowej stabilizacji temperatury wnętrz. Wykorzystane ciepłe powietrze lub woda (na odpływach do kanalizacji) oddaje energię do układu, w którym ogrzewane jest świeże powietrze lub czysta woda. Najprostszym rozwiązaniem stosowanym w układach wentylacyjnych jest rekuperator, tj. wymiennik krzyżowy. W bardziej zaawansowanych układach klimatyzacyjnych energia odzyskiwana jest z powietrza przez wymienniki ciepła w postaci paneli sufitowych. Stosowane są też układy buforujące i przechowujące energię cieplną.
W wyniku działania systemu rekuperacji w domu we wszystkich pomieszczeniach przez całą dobę obecne jest świeże powietrze o niskiej zawartości dwutlenku węgla i wilgoci oraz zanieczyszczeń. Powietrze w budynku ma skład bardzo zbliżony do składu powietrza zewnętrznego. Skład ten w rekuperowanym pomieszczeniu nie zmienia się, bez względu na porę dnia i roku, przy zamkniętych oknach oraz pomimo obecności ludzi, którzy są największymi producentami dwutlenku węgla i wilgoci.
Rekuperacja ogranicza zapotrzebowanie energetyczne budynku zapewniając przy tym stałą wentylację pomieszczeń.
Główne różnice pomiędzy rekuperacją, ogrzewaniem a klimatyzacją:
|                                                                                     | Rekuperacja | Ogrzewanie | Klimatyzacja |
| Wymienia zużyte powietrze na świeże                                                 | +           | -          | -            |
| Oszczędza na kosztach eksploatacji budynku                                          | +           | -          | -            |
| Oczyszcza powietrze w pomieszczeniach                                               | +           | -          | -            |
| Filtruje powietrze w pomieszczeniach                                                | +           | -          | -            |
| Działa prawidłowo przy otwartych oknach                                             | +           | +          | -            |
| Konieczność wykonywania przeglądów serwisowych                                      | +           | +          | +            |
| Jej eksploatacja zużywa niewielką ilość energii elektrycznej                        | +           | +          | +            |
| Działa w automatycznym trybie pracy i praktycznie nie wymaga ingerencji użytkownika | +           | +          | +            |
| Działa niezależnie od zewnętrznych warunków atmosferycznych                         | +           | +          | +            |
| Można regulować jej intensywność                                                    | +           | +          | +            |
| Grzeje*                                                                             | -           | +          | +            |
| Chłodzi**                                                                           | -           | -          | +            |

* Rekuperacja nie grzeje w znaczeniu: w strefie klimatycznej, w której leży Polska, nie może zastąpić systemu grzewczego

** Rekuperacja nie chłodzi tak mocno jak klimatyzacja, ale - szczególnie z GWC lub jednostką chłodzącą - obniża temperaturę powietrza nawiewanego latem

## Rekuperacja energii elektrycznej
Rekuperacja energii elektrycznej – odzyskiwanie energii w pojazdach z napędem elektrycznym lub hybrydowym poprzez wykorzystanie silnika elektrycznego jako prądnicy. Przy hamowaniu energia kinetyczna pojazdu jest przekształcana w energię elektryczną, która jest oddawana do sieci trakcyjnej (lokomotywy, tramwaje, trolejbusy) lub gromadzona w akumulatorze (samochody hybrydowe, np. Toyota Prius, autobusy hybrydowe, np. Solaris Urbino 18 Hybrid, a także trolejbusy i tramwaje).